# Jolana Poláková
Jolana Poláková (* 14. května 1951 Praha) je česká filosofka.

## Život
Vystudovala filosofii a klasickou filologii na UK v Praze. Po absolutoriu (1975) pracovala v Ústavu pro filosofii a sociologii ČSAV, kde se věnovala především etice. V 80. letech musela z politických důvodů z ústavu odejít; pracovala jako redaktorka zdravotnického nakladatelství Avicenum, věnovala se neoficiální humanitární činnosti (socioterapii zaměřené na lidi na okraji společnosti) a podílela se na vydávání katolického samizdatu. Od roku 1990 opět působila v dnešním Filosofickém ústavu Akademie věd ČR. Spolupracovala s myšlenkově spřízněnými teology (Karel Vrána, Oto Mádr, Bernhard Casper), v letech 2005-2015 byla výkonnou redaktorkou časopisu Teologické texty.
V r. 1993 získala cenu URAM Award for Excellence in Creative Scholarly Writing, r. 1997 cenu Toma Stopparda (za knihu Perspektiva naděje).

## Dílo
Jolana Poláková – stejně jako většina filosofické tradice – klade otázku po posledním základu skutečnosti a zdroji smyslu, po "transcendenci". Transcendence, s nimiž se setkáváme v oblasti transpersonality (A. H. Maslow, S. Grof, R. D. Laing) a transkulturality (F. Capra), jsou pro Polákovou pouze relativní. Přesahuje je "absolutní transcendence", která sama určuje, kdy a jak se nám dá poznat – je vůči nám svobodná (proto je vhodné myslet ji v kategoriích osoby) a k jejímu poznání nevede monologické, zvěcňující myšlení o ní, nýbrž dialog s ní. "Branou k Transcendenci není pojem, ale vztah." "Filosofie transcendence", o kterou Poláková usiluje, tak navazuje na tradici personalismu a filosofie dialogu, jak ji rozvinuli zejména M. Buber, F. Rosenzweig a E. Lévinas.